# Leo Strauss
Leo Strauss (Kirchhain, Hesse, Alemania, 20 de septiembre de 1899 – Annapolis, Maryland, Estados Unidos, 18 de octubre de 1973) fue un filósofo político y clasicista germano-estadounidense. Nacido en una familia judía, posteriormente emigró a Estados Unidos. Pasó la mayor parte de su carrera como profesor de ciencias políticas en la Universidad de Chicago, donde enseñó a varias generaciones y publicó quince libros.
Originalmente educado en la tradición neokantiana con Ernst Cassirer e inmerso en el trabajo de los fenomenólogos Edmund Husserl y Martin Heidegger, Strauss posteriormente enfocó sus estudios en los textos griegos de Platón y Aristóteles, recorriendo sus interpretaciones mediante la filosofía judía e islámica, y animando a la aplicación de sus ideas a la teoría política contemporánea.

## Biografía
Hijo de Hugo Strauss y de Jenny David, comerciantes, al entrar en el gymnasium, entró en contacto con los clásicos europeos, terminando por descubrir la obra de Friedrich Nietzsche.
Durante la Primera Guerra Mundial, Strauss trabajó de intérprete en Noruega y su frontera.
Después se fue a estudiar a Marburgo, una ciudad universitaria situada a unos veinte kilómetros de Kirchain y centro de la filosofía kantiana. Seguidamente estudió en Hamburgo, donde tuvo como profesor a Ernst Cassirer, bajo cuya dirección elaboró su tesis doctoral Teoría del conocimiento según el pensamiento de Jacobi que leyó en 1921.
Se marchó después a Friburgo de Brisgovia para ponerse bajo la tutela de Edmund Husserl y de Martin Heidegger, por quien se mostró más interesado sobre todo por su interpretación de Aristóteles y a quien consideró el más relevante pensador del siglo. Durante su estancia en Friburgo se hizo amigo de Hans-Georg Gadamer, Jacob Klein y Karl Löwith.
Entre 1925 y 1932 fue asistente en la Universidad de Berlín y formó parte de la Escuela Superior de Ciencias del Judaísmo (Hochschule für die Wissenschaft des Judentums, en alemán), cuyo director era Julius Guttmann.
Escribió un ensayo sobre Spinoza y su crítica de la ciencia de la Biblia (publicado en 1930) y se interesa por la obra de Carl Schmitt, de quien reseñó en 1932 El concepto de lo político. Strauss consiguió después una beca de estudios Rockefeller para trabajar en París sobre los filósofos árabes y judíos medievales. Allí conoció a Alexander Kojève y a Alexandre Koyré.
En el año 1932 se casó con Mirjam (Marie) Berenson (o Bernsohn) en París. Nunca tendrían hijos, aunque Mirjam ya tenía uno de un matrimonio anterior. Adoptarían a la sobrina de Strauss, Jenny, huérfana en 1942 de su hermana y de Paul Krau. La pareja dejó París para irse a Londres y Cambridge, donde Strauss ocuparía un puesto universitario. Trabajaría sobre los manuscritos de Thomas Hobbes hasta 1937 (durante esta época publicaría La filosofía política de Hobbes).
En los años siguientes ocuparía varios puestos en distintos colegios y más tarde daría clases en la New School for Social Research de Nueva York. En 1949 obtuvo un puesto de profesor en la Facultad de Ciencias Sociales de la Universidad de Chicago, y después en la Universidad Stanford, en California.
Leo Strauss llegó a los Estados Unidos en 1938 huyendo de la persecución nacionalsocialista. Sus primeros años de exilio le sirvieron para tomar conciencia de la realidad estadounidense y fueron de crucial importancia en el desarrollo de su pensamiento posterior. En 1948 se convierte en profesor por la Universidad de Chicago, puesto que ocuparía hasta 1968. Durante ese periodo su actividad académica fue muy prolífica y publicó varios de sus trabajos más importantes, como Thoughts in Machiavelli.
Leo Strauss falleció el 23 de octubre de 1973. Está enterrado en el cementerio judío de Annapolis.

## Filosofía política

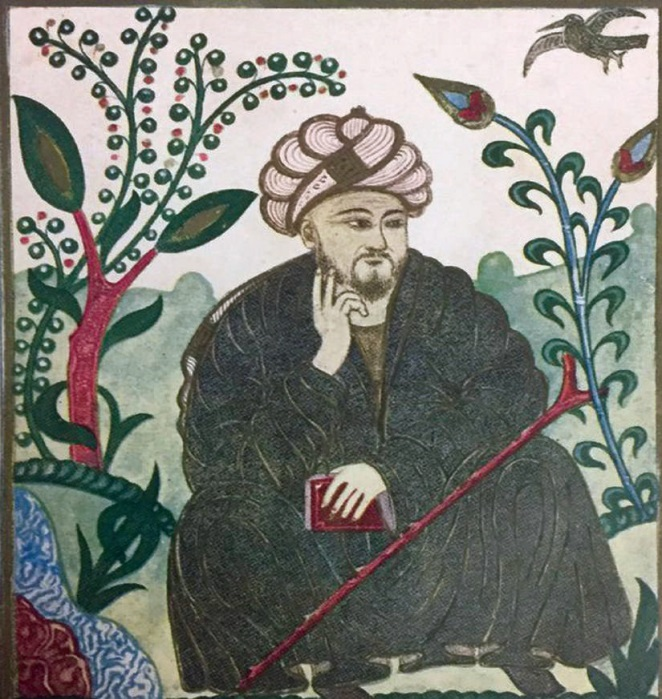
Al-Farabi. El estudio de Strauss de la filosofía y los discursos políticos producidos por la civilización islámica, sobre todo los de Al-Farabi y Maimónides, fue fundamental en el desarrollo de su teoría de la lectura.

La filosofía política de Leo Strauss puede explicarse en torno a algunos ejes fundamentales que guiaron su investigación.
Uno de ellos es el rechazo abierto y frontal a la manera historicista de estudiar la filosofía, según la cual las ideas están determinadas por el contexto social y político. Para Strauss, dicha posición es insostenible, pues implica sostener que el mismo historicismo es, de por sí, falso (pues está determinado también). Al mismo tiempo, el historicismo impide el verdadero diálogo con los autores del pasado, quienes buscan transmitirnos ideas. Es posible que estén equivocados, dice Strauss, pero para saberlo debemos examinar su argumentación desde la buena fe, es decir, debemos suponer que es posible que tengan razón. El historicismo impide una lectura adecuada de los textos del pasado.
Strauss escribió que Friedrich Nietzsche fue el primer filósofo en comprender adecuadamente el historicismo, una idea basada en una aceptación general de la filosofía hegeliana de la historia. Heidegger, en opinión de Strauss, saneó y politizó a Nietzsche, mientras que Nietzsche creía que «nuestros propios principios, incluida la creencia en el progreso, se volverán tan poco convincentes y ajenos como todos los principios (esencias) anteriores se habían mostrado» y «la única manera parece ser ... que uno elige voluntariamente el engaño vivificante en lugar de la verdad mortal, en que uno fabrica un mito». Heidegger creía que el trágico nihilismo de Nietzsche era en sí mismo un «mito» guiado por una concepción occidental defectuosa del Ser que Heidegger remonta a Platón. En su correspondencia publicada con Alexandre Kojève, Strauss escribió que Hegel tenía razón cuando postuló que el fin de la historia implica el fin de la filosofía tal como la entiende la filosofía política clásica.
Justamente el arte de la lectura es uno de los aportes de Leo Strauss a la filosofía política contemporánea: en su ensayo The persecution and the art of writing, Strauss expone su particular método de lectura, al distinguir la lectura (y la escritura) esotérica de la exotérica. A lo largo de la historia, y por los motivos más diversos, muchos autores han debido esconder su pensamiento más íntimo tras una fachada convencional. Escriben, por tanto, en dos niveles: gran parte de la actividad investigadora de Strauss estuvo dedicada a descubrir la escritura esotérica en autores como Maquiavelo, Spinoza o Maimónides.
Por otro lado, Strauss cree que la modernidad se caracteriza por una ruptura muy profunda con el pensamiento clásico, y que es deber del filósofo político preguntarse sobre la validez de las premisas filosóficas y políticas que dieron nacimiento a la modernidad. Por lo mismo, parte importante de sus trabajos constituyen una constante e ininterrumpida interrogación a los textos clásicos de la filosofía griega, judía y musulmana. Otro problema objeto de sus preocupaciones fue el problema teológico-político, es decir, el de las relaciones entre fe y razón. Su influencia es muy vasta hasta el día de hoy pues dejó un gran número de discípulos que se han mantenido activos en la vida pública e intelectual.
Para Strauss, la política y la filosofía estaban necesariamente entrelazadas. Consideró el juicio y la muerte de Sócrates como el momento en que nació la filosofía política. Strauss consideró uno de los momentos más importantes en la historia de la filosofía el argumento de Sócrates de que los filósofos no podían estudiar la naturaleza sin considerar su propia naturaleza humana, que, en palabras de Aristóteles, es la de «un animal político». Sin embargo, también sostuvo que los fines de la política y la filosofía eran intrínsecamente irreconciliables e irreductibles entre sí.
Strauss distinguió a los «eruditos» de los «grandes pensadores», identificándose a sí mismo como un erudito. Escribió que la mayoría de los filósofos que se describen a sí mismos son en realidad eruditos, cautelosos y metódicos. Los grandes pensadores, en cambio, abordan con audacia y creatividad los grandes problemas. Los académicos tratan estos problemas sólo de manera indirecta al razonar sobre las diferencias de los grandes pensadores.
En Natural Right and History, Strauss comienza con una crítica de la epistemología de Max Weber, aborda brevemente el relativismo de Martin Heidegger y continúa con una discusión sobre la evolución de los derechos naturales a través de un análisis del pensamiento de Thomas Hobbes y John Locke. Concluye criticando a Jean-Jacques Rousseau y Edmund Burke. En el corazón del libro hay extractos de Platón, Aristóteles y Cicerón. Gran parte de su filosofía es una reacción a las obras de Heidegger. De hecho, Strauss escribió que el pensamiento de Heidegger debe entenderse y confrontarse antes de que sea posible una formulación completa de la teoría política moderna, y esto significa que el pensamiento político tiene que abordar cuestiones de ontología y la historia de la metafísica.
Según Strauss, la ciencia social moderna es defectuosa porque asume la distinción hecho-valor, un concepto que Strauss encontró dudoso. Siguió sus raíces en la filosofía de la Ilustración hasta Max Weber, un pensador a quien Strauss describió como una «mente seria y noble». Weber quería separar los valores de la ciencia pero, según Strauss, era realmente un pensador derivado, profundamente influenciado por el relativismo de Nietzsche. Strauss trató la política como algo que no se podía estudiar desde lejos. Un politólogo que examinaba la política con un ojo científico libre de valores, para Strauss, se engañaba a sí mismo. El positivismo, heredero tanto de Auguste Comte como de Max Weber en la búsqueda de hacer juicios supuestamente libres de valores, no pudo justificar su propia existencia, lo que requeriría un juicio de valor.
Si bien el liberalismo de la era moderna había enfatizado la búsqueda de la libertad individual como su objetivo más alto, Strauss sintió que debería haber un mayor interés en el problema de la excelencia humana y la virtud política. A través de sus escritos, Strauss planteó constantemente la cuestión de cómo y en qué medida pueden coexistir la libertad y la excelencia. Strauss se negó a conformarse con cualquier resolución simplista o unilateral de la cuestión socrática: ¿Qué es lo bueno para la ciudad y el hombre?

## Encuentros con Schmitt y Kojève
Dos importantes diálogos político-filosóficos que Strauss mantuvo con pensadores vivos fueron los que mantuvo con Carl Schmitt y Alexandre Kojève. Schmitt, quien más tarde se convertiría, por un corto tiempo, en el máximo jurista de la Alemania nazi, fue uno de los primeros académicos alemanes importantes en revisar positivamente los primeros trabajos de Strauss. La referencia positiva de Schmitt y la aprobación del trabajo de Strauss sobre Hobbes fue fundamental para ganarle a Strauss la financiación de la beca que le permitió salir de Alemania.
La crítica y las aclaraciones de Strauss sobre El concepto de lo político llevaron a Schmitt a hacer importantes enmiendas en su segunda edición. Escribiendo a Schmitt en 1932, Strauss resumió la teología política de Schmitt diciendo que «debido a que el hombre es por naturaleza malo, por lo tanto, necesita dominio. Pero el dominio puede establecerse, es decir, los hombres pueden unificarse sólo en una unidad contra otros hombres. Toda asociación de hombres es necesariamente una separación de otros hombres ... lo político así entendido no es el principio constitutivo del estado, del orden, sino una condición del estado».
Strauss, sin embargo, se opuso directamente a la posición de Schmitt. Para Strauss, Schmitt y su regreso a Thomas Hobbes aclararon útilmente la naturaleza de nuestra existencia política y nuestra autocomprensión moderna. Por tanto, la posición de Schmitt era sintomática de la autocomprensión liberal de la era moderna. Strauss creía que tal análisis, como en la época de Hobbes, servía como una útil «acción preparatoria», revelando nuestra orientación contemporánea hacia los eternos problemas de la política (existencia social). Sin embargo, Strauss creía que la reificación de Schmitt de nuestra autocomprensión moderna del problema de la política en una teología política no era una solución adecuada. En cambio, Strauss abogó por un retorno a una comprensión clásica más amplia de la naturaleza humana y un retorno tentativo a la filosofía política, en la tradición de los filósofos antiguos.
Con Kojève, Strauss tuvo una amistad filosófica cercana y de por vida. Se conocieron cuando eran estudiantes en Berlín. Los dos pensadores compartían un respeto filosófico ilimitado el uno por el otro. Kojève escribiría más tarde que, sin entablar amistad con Strauss, «nunca hubiera sabido ... qué es la filosofía». La disputa político-filosófica entre Kojève y Strauss se centró en el papel que debe y puede permitirse que la filosofía juegue en la política.
Kojève, un alto funcionario del gobierno francés, jugó un papel decisivo en la creación de la Comunidad Económica Europea. Argumentó que los filósofos deberían tener un papel activo en la configuración de los acontecimientos políticos. Strauss, por el contrario, creía que los filósofos deberían desempeñar un papel en la política sólo en la medida en que puedan garantizar que la filosofía, que consideraba la actividad más elevada de la humanidad, pueda estar libre de intervención política.

## Liberalismo y nihilismo
Strauss enseñó que el liberalismo en su forma moderna (que está orientado hacia la libertad universal en oposición al «liberalismo antiguo» que está orientado hacia la excelencia humana), contiene una tendencia intrínseca hacia el relativismo extremo, que a su vez conduce a dos tipos de nihilismo:
- El primero fue un nihilismo «brutal», expresado en los regímenes nacionalsocialista y bolchevique. En Sobre la tiranía, escribió que estas ideologías, ambas descendientes del pensamiento de la Ilustración, intentaron destruir todas las tradiciones, la historia, la ética y los estándares morales y reemplazarlos por la fuerza bajo la cual la naturaleza y la humanidad son subyugadas y conquistadas.[18]
- El segundo tipo, el nihilismo «suave» expresado en las democracias liberales occidentales, es una especie de falta de objetivos sin valores y un «igualitarismo permisivo» hedonista, que considera que impregna el tejido de la sociedad estadounidense contemporánea.[19][20]

Con la creencia de que el relativismo, el cientificismo, el historicismo y el nihilismo del siglo XX estaban implicados en el deterioro de la sociedad y la filosofía modernas, Strauss trató de descubrir los caminos filosóficos que habían conducido a esta situación. El estudio resultante lo llevó a abogar por un regreso tentativo a la filosofía política clásica como punto de partida para juzgar la acción política.

## LaRepúblicaplatónica
Según Strauss, la República de Platón no es «un plan para la reforma del régimen» (un juego de palabras de La sociedad abierta y sus enemigos de Karl Popper, que ataca la República por ser solo eso). Strauss cita a Cicerón: «La República no saca a la luz el mejor régimen posible, sino más bien la naturaleza de las cosas políticas: la naturaleza de la ciudad».
Strauss argumentó que la ciudad era antinatural, precisamente porque «se hace posible por la abstracción de eros». Aunque escéptico del «progreso», Strauss se mostró igualmente escéptico sobre las agendas políticas de «retorno», es decir, retroceder en lugar de avanzar.
De hecho, sospechaba constantemente de cualquier cosa que pretendiera ser una solución a un viejo problema político o filosófico. Habló del peligro de intentar finalmente resolver el debate entre racionalismo y tradicionalismo en política. En particular, junto con muchos en la derecha alemana anterior a la Segunda Guerra Mundial, temía que la gente intentara forzar la creación de un estado mundial en el futuro, pensando que inevitablemente se convertiría en una tiranía. De ahí que se mantuviera alejado de los dos totalitarismos que denunció en su siglo, tanto fascistas como comunistas.

## Strauss y Karl Popper
Strauss rechazó activamente las opiniones de Karl Popper por considerarlas ilógicas. Estuvo de acuerdo con Eric Voegelin, quien escribió que estudiar las opiniones de Popper era una pérdida de tiempo precioso y «una molestia». Específicamente sobre La sociedad abierta y sus enemigos y la comprensión de Popper de la República de Platón, después de dar algunos ejemplos, Voegelin escribió:

Popper es filosóficamente tan inculto, tan plenamente un luchador ideológico primitivo, que no es capaz ni siquiera aproximadamente de reproducir correctamente el contenido de una página de Platón. La lectura no le sirve de nada; carece de conocimientos para comprender lo que dice el autor.

Strauss habló con Kurt Riezler, quien utilizó su influencia para oponerse al nombramiento de Popper en la Universidad de Chicago.

## Antiguos y modernos
Strauss enfatizó constantemente la importancia de dos dicotomías en la filosofía política, a saber, Atenas y Jerusalén (razón y revelación) y Antiguo versus Moderno. Los «antiguos» fueron los filósofos socráticos y sus herederos intelectuales; los «modernos» comienzan con Niccolò Machiavelli. Se entendió que el contraste entre antiguos y modernos estaba relacionado con la tensión irresoluble entre razón y revelación. Los socráticos, reaccionando a los primeros filósofos griegos, devolvieron la filosofía a la tierra haciéndola más política.
Los Modernos reaccionaron al dominio de la revelación en la sociedad medieval promoviendo las posibilidades de la Razón. Se opusieron a la fusión de Santo Tomás de Aquino del derecho natural y la teología natural, ya que hizo que el derecho natural fuera vulnerable a disputas teológicas secundarias. Thomas Hobbes, bajo la influencia de Francis Bacon, reorientó el pensamiento político hacia lo que era más sólido pero también más bajo en el hombre: sus esperanzas y temores físicos, sentando un precedente para John Locke y el posterior enfoque económico del pensamiento político, como en David Hume y Adam Smith.

## Strauss y el sionismo
De joven, Strauss perteneció al grupo juvenil sionista alemán, junto con sus amigos Gershom Scholem y Walter Benjamin. Ambos eran admiradores de Strauss y lo seguirían siendo durante toda su vida. Cuando tenía diecisiete años, como él dijo, se «convirtió» al sionismo político como seguidor de Vladimir Jabotinsky. Escribió varios ensayos sobre sus controversias, pero dejó atrás estas actividades cuando tenía poco más de veinte años.
Si bien Strauss mantuvo un interés comprensivo en el sionismo, más tarde llegó a referirse al sionismo como «problemático» y se desilusionó con algunos de sus objetivos.
Enseñó en la Universidad Hebrea de Jerusalén durante el año académico 1954-1955. En su carta a un editor de la National Review, Strauss preguntó por qué Israel había sido llamado un estado racista por uno de sus escritores. Sostuvo que el autor no proporcionó pruebas suficientes para su argumento. Terminó su ensayo con la siguiente declaración:

El sionismo político es problemático por razones obvias. Pero nunca podré olvidar lo que logró como fuerza moral en una era de completa disolución. Ayudó a detener la ola de nivelación «progresiva» de las diferencias ancestrales venerables; cumplía una función conservadora.

## Straussianismo
Straussianismo es el nombre que se da «para denotar los métodos de investigación, los conceptos comunes, los presupuestos teóricos, las preguntas centrales y el estilo pedagógico [106] característico del gran número de pensadores conservadores que han sido influenciados por el pensamiento y la enseñanza de Leo Strauss» Si bien «es particularmente influyente entre los profesores universitarios de teoría política histórica ... a veces también sirve como un marco intelectual común de manera más general entre los activistas conservadores, los profesionales de los think tanks y los intelectuales públicos». Como disciplina de la teoría política, el método exige que sus practicantes utilicen «una "lectura atenta" de los "grandes libros" del pensamiento político; se esfuerzan por comprender a un pensador "como él se entendía a sí mismo"; no les preocupan las preguntas sobre el contexto histórico de, o influencias históricas sobre, un autor dado» y se esfuerzan por estar abiertos a la idea de que pueden encontrar algo eternamente verdadero en un gran libro. El enfoque «se asemeja en aspectos importantes a la vieja Nueva Crítica en los estudios literarios».
Existe cierta controversia en el enfoque sobre lo que distingue a un gran libro de otras obras menores. Se considera que los grandes libros han sido escritos por autores / filósofos «de tal autoconocimiento crítico soberano y poder intelectual que de ninguna manera pueden reducirse al pensamiento general de su tiempo y lugar», con otras obras «entendidas como epifenómeno a las intuiciones originales de un pensador de primer rango». Este enfoque se ve como un contraataque «a los presupuestos historicistas de mediados del siglo XX, que leen la historia del pensamiento político de una manera progresista, que pretende que en el pasado las filosofías siempre se referían a un pasado superado». El straussianismo plantea la posibilidad de que los pensadores del pasado puedan «tener la verdad, y que los pensadores más recientes estar, por lo tanto, equivocados».
Harvey Mansfield ha argumentado que no existe el «straussianismo», pero sí hay straussianos y una escuela de straussianos. Mansfield describe la escuela como «abierta a toda la filosofía» y sin ninguna doctrina definida que uno tenga que creer para pertenecer a ella.
Casi la totalidad de los escritos de Strauss se ha traducido al chino; e incluso hay una escuela de straussianos en China, siendo la más destacada la de Liu Xiaofeng (Universidad Renmin). Los «straussianos chinos» (que a menudo también están fascinados por Carl Schmitt) representan un ejemplo notable de la hibridación de la teoría política occidental en un contexto no occidental. Como escriben los editores de un volumen reciente, «la recepción de Schmitt y Strauss en el mundo de habla china (y especialmente en la República Popular China) no solo dice mucho sobre cómo se puede leer a Schmitt y Strauss hoy en día, sino que también proporciona importantes pistas sobre las contradicciones más profundas de la modernidad occidental y los dilemas de las sociedades no liberales en nuestro mundo cada vez más conflictivo».

## Alumnos
Los alumnos que estudiaron con Strauss, o asistieron a sus cursos de conferencias en la Universidad de Chicago, incluyen a George Anastaplo, Laurence Berns, Hadley Arkes, Seth Benardete, David Bolotin, Christopher Bruell, Allan Bloom, Werner Dannhauser, Murray Dry, Charles Butterworth, William Galston, Victor Gourevitch, Harry V. Jaffa, Roger Masters, Clifford Orwin, Thomas Pangle, Stanley Rosen, Abram Shulsky (Director de la Oficina de Planes Especiales), Susan Sontag, Warren Winiarski y Paul Wolfowitz (quien asistió a dos cursos de conferencias de Strauss sobre Platón y El espíritu de las leyes de Montesquieu en la Universidad de Chicago). Harvey C. Mansfield, Steven B. Smith y Steven Berg, aunque nunca fueron estudiantes de Strauss, son «straussianos» (como se identifican a sí mismos algunos seguidores de Strauss). Richard Rorty describió a Strauss como una influencia particular en sus primeros estudios en la Universidad de Chicago, donde Rorty estudió un «plan de estudios clásico» con Strauss.

## Obras
Libros y artículos
- Gesammelte Schriften. Ed. Heinrich Meier. Stuttgart: J. B. Metzler, 1996. Four vols. published to date: Vol. 1, Die Religionskritik Spinozas und zugehörige Schriften (rev. ed. 2001); Vol. 2, Philosophie und Gesetz, Frühe Schriften (1997); Vol. 3, Hobbes' politische Wissenschaft und zugehörige Schrifte – Briefe (2001); Vol. 4, Politische Philosophie. Studien zum theologisch-politischen Problem (2010). The full series will also include Vol. 5, Über Tyrannis (2013) and Vol. 6, Gedanken über Machiavelli. Deutsche Erstübersetzung (2014).
- Leo Strauss: The Early Writings (1921–1932). (Trans. from parts of Gesammelte Schriften). Trans. Michael Zank. Albany: SUNY Press, 2002.
- Die Religionskritik Spinozas als Grundlage seiner Bibelwissenschaft: Untersuchungen zu Spinozas Theologisch-politischem Traktat. Berlin: Akademie-Verlag, 1930.
  - Spinoza's Critique of Religion. (English trans. by Elsa M. Sinclair of Die Religionskritik Spinozas, 1930.) With a new English preface and a trans. of Strauss's 1932 German essay on Carl Schmitt. New York: Schocken, 1965. Reissued without that essay, Chicago: University of Chicago Press, 1997.
- "Anmerkungen zu Carl Schmitt, Der Begriff des Politischen". Archiv für Sozialwissenschaft und Sozialpolitik 67, no. 6 (August–September 1932): 732–49.
  - "Comments on Carl Schmitt's Begriff des Politischen". (English trans. by Elsa M. Sinclair of "Anmerkungen zu Carl Schmitt", 1932.) 331–51 in Spinoza's Critique of Religion, 1965. Reprinted in Carl Schmitt, The Concept of the Political, ed. and trans. George Schwab. New Brunswick, NJ: Rutgers U. Press, 1976.
  - "Notes on Carl Schmitt, The Concept of the Political". (English trans. by J. Harvey Lomax of "Anmerkungen zu Carl Schmitt", 1932.) In Heinrich Meier, Carl Schmitt and Leo Strauss: The Hidden Dialogue, trans. J. Harvey Lomax. Chicago: U. of Chicago P., 1995. Reprinted in Carl Schmitt, The Concept of the Political, ed. and trans. George Schwab. Chicago: U. of Chicago P., 1996, 2007.
- Philosophie und Gesetz: Beiträge zum Verständnis Maimunis und seiner Vorläufer. Berlin: Schocken, 1935.
  - Philosophy and Law: Essays Toward the Understanding of Maimonides and His Predecessors. (English trans. by Fred Baumann of Philosophie und Gesetz, 1935.) Philadelphia: Jewish Publication Society, 1987.
  - Philosophy and Law: Contributions to the Understanding of Maimonides and His Predecessors. (English trans. with introd. by Eve Adler of Philosophie und Gesetz, 1935.) Albany: SUNY Press, 1995.
- The Political Philosophy of Hobbes: Its Basis and Its Genesis. (English trans. by Elsa M. Sinclair from German manuscript.) Oxford: Clarendon Press, 1936. Reissued with new preface, Chicago: U. of Chicago P., 1952.
  - Hobbes' politische Wissenschaft in ihrer Genesis. (1935 German original of The Political Philosophy of Hobbes, 1936.) Neuwied am Rhein: Hermann Luchterhand, 1965.
- "The Spirit of Sparta or the Taste of Xenophon". Social Research 6, no. 4 (Winter 1939): 502–36.
- "On German Nihilism" (1999, originally a 1941 lecture), Interpretation 26, no. 3 edited by David Janssens and Daniel Tanguay.
- "Farabi's Plato" American Academy for Jewish Research, Louis Ginzberg Jubilee Volume, 1945. 45 pp.
- "On a New Interpretation of Plato's Political Philosophy". Social Research 13, no. 3 (Fall 1946): 326–67.
- "On the Intention of Rousseau". Social Research 14, no. 4 (Winter 1947): 455–87.
- On Tyranny: An Interpretation of Xenophon's Hiero. Foreword by Alvin Johnson. New York: Political Science Classics, 1948. Reissued Glencoe, Ill.: The Free Press, 1950.
  - De la tyrannie. (French trans. of On Tyranny, 1948, with "Restatement on Xenophon's Hiero" and Alexandre Kojève's "Tyranny and Wisdom".) Paris: Librairie Gallimard, 1954.
  - On Tyranny. (English edition of De la tyrannie, 1954.) Ithaca: Cornell UP, 1963.
  - On Tyranny. (Revised and expanded edition of On Tyranny, 1963.) Includes Strauss–Kojève correspondence. Ed. Victor Gourevitch and Michael S. Roth. New York: The Free Press, 1991.
- "On Collingwood’s Philosophy of History". Review of Metaphysics 5, no. 4 (June 1952): 559–86.
- Persecution and the Art of Writing. Glencoe, Ill.: The Free Press, 1952. Reissued Chicago: U. of Chicago P., 1988.
- Natural Right and History. (Based on the 1949 Walgrene lectures.) Chicago: U. of Chicago P., 1953. Reprinted with new preface, 1971. ISBN 978-0-226-77694-1.
- "Existentialism" (1956), a public lecture on Martin Heidegger's thought, published in Interpretation, Spring 1995, Vol. 22 n.º 3: 303–18.
- Thoughts on Machiavelli. Glencoe, Ill.: The Free Press, 1958. Reissued Chicago: U. of Chicago P., 1978.
- What Is Political Philosophy? and Other Studies. Glencoe, Ill.: The Free Press, 1959. Reissued Chicago: U. of Chicago P., 1988.
- On Plato's Symposium [1959]. Ed. Seth Benardete. (Edited transcript of 1959 lectures.) Chicago: U. of Chicago P., 2001.
- " 'Relativism' ". 135–57 in Helmut Schoeck and James W. Wiggins, eds., Relativism and the Study of Man. Princeton: D. Van Nostrand, 1961. Partial reprint, 13–26 in The Rebirth of Classical Political Rationalism, 1989.
- History of Political Philosophy. Co-editor with Joseph Cropsey. Chicago: U. of Chicago P., 1963 (1st ed.), 1972 (2nd ed.), 1987 (3rd ed.).
- "The Crisis of Our Time", 41–54, and "The Crisis of Political Philosophy", 91–103, in Howard Spaeth, ed., The Predicament of Modern Politics. Detroit: U. of Detroit P., 1964.
  - "Political Philosophy and the Crisis of Our Time". (Adaptation of the two essays in Howard Spaeth, ed., The Predicament of Modern Politics, 1964.) 217–42 in George J. Graham, Jr., and George W. Carey, eds., The Post-Behavioral Era: Perspectives on Political Science. New York: David McKay, 1972.
- The City and Man. (Based on the 1962 Page-Barbour lectures.) Chicago: Rand McNally, 1964.
- Socrates and Aristophanes. New York: Basic Books, 1966. Reissued Chicago: U. of Chicago P., 1980.
- Liberalism Ancient and Modern. New York: Basic Books, 1968. Reissued with foreword by Allan Bloom, 1989. Reissued Chicago: U. of Chicago P., 1995.
- Xenophon's Socratic Discourse: An Interpretation of the Oeconomicus. Ithaca: Cornell UP, 1970.
- Xenophon's Socrates. Ithaca: Cornell UP, 1972.
- The Argument and the Action of Plato's Laws. Chicago: U. of Chicago P., 1975.
- Political Philosophy: Six Essays by Leo Strauss. Ed. Hilail Gilden. Indianapolis: Bobbs-Merrill, 1975.
  - An Introduction to Political Philosophy: Ten Essays by Leo Strauss. (Expanded version of Political Philosophy: Six Essays by Leo Strauss, 1975.) Ed. Hilail Gilden. Detroit: Wayne State UP, 1989.
- Studies in Platonic Political Philosophy. Introd. by Thomas L. Pangle. Chicago: U. of Chicago P., 1983.
- The Rebirth of Classical Political Rationalism: An Introduction to the Thought of Leo Strauss – Essays and Lectures by Leo Strauss. Ed. Thomas L. Pangle. Chicago: U. of Chicago P., 1989.
- Faith and Political Philosophy: the Correspondence Between Leo Strauss and Eric Voegelin, 1934–1964. Ed. Peter Emberley and Barry Cooper. Introd. by Thomas L. Pangle. University Park, PA: The Pennsylvania State UP, 1993.
- Hobbes's Critique of Religion and Related Writings. Ed. and trans. Gabriel Bartlett and Svetozar Minkov. Chicago: U. of Chicago P., 2011. (Trans. of materials first published in the Gesammelte Schriften, Vol. 3, including an unfinished manuscript by Leo Strauss of a book on Hobbes, written in 1933–1934, and some shorter related writings.)
- Leo Strauss on Moses Mendelssohn. Edited and translated by Martin D. Yaffe. Chicago: University of Chicago Press, 2012. (Annotated translation of ten introductions written by Strauss to a multi-volume critical edition of Mendelssohn's work.)
- "Exoteric Teaching" (Critical Edition by Hannes Kerber). In Reorientation: Leo Strauss in the 1930s. Edited by Martin D. Yaffe and Richard S. Ruderman. New York: Palgrave, 2014, pp. 275–86.
- "Lecture Notes for 'Persecution and the Art of Writing'" (Critical Edition by Hannes Kerber). In Reorientation: Leo Strauss in the 1930s. Edited by Martin D. Yaffe and Richard S. Ruderman. New York: Palgrave, 2014, pp. 293–304.
- Leo Strauss on Political Philosophy: Responding to the Challenge of Positivism and Historicism. Edited by Catherine H. Zuckert. Chicago: University of Chicago Press, 2018.